# Фюссли, Петер
Петер Фюссли (нем. Peter Füssli; 1482, Цюрих — 1548, Цюрих) — швейцарский литейщик колоколов и пушкарь, с 1518 г. — член Большого совета Цюриха, в 1519—1528 гг. состоял в его различных комиссиях.

## Биография
Петер Фюссли был сыном литейщика колоколов Петера Фюссли, имел брата Ганса Фюссли (ок. 1477 — ум. 1538 или 1548). В первом браке был женат на дочери мясника Якоба Хольцхальба Верене, во втором браке на Маргарете Вирц, дочери госпитальерского дирижёра Йоханнеса Вирца.
Был литейщиком колоколов и пушек и сражался в качестве капитана ландскнехтов в войне Камбрейской лиги (битва при Новаре, битва при Мариньяно). В отличие от своего брата Ганса, работавшего летописцем и сторонника цюрихского реформатора Ульриха Цвингли, Петер Фюссли придерживался католицизма. В качестве капитана артиллерии участвовал во второй каппельской войне и последовавших мирных переговорах.
Петр Фюссли оставил описание своего путешествия в 1523 г. в Иерусалим, куда он плыл на одном паломническом корабле с Игнатием Лойолой, и описал падение Родоса 1522 г. в письме. В соответствии с традицией паломничество отличало Петера Фюссли как особо набожного и почетного гражданина Цюриха. Его дорожные сувениры из Святой Земли, в том числе иерихонская роза и восковые пластины Agnus Dei, были задокументированы его потомком и тёзкой в описи XVII в.

## Произведения
- Heinrich Escher, Heinrich Hirzel (Hrsgg.): Warhafte reiß gen Venedig und Jerusalem besehen durch Peter Füszly und Heinrich Ziegler Anno 1523. In: Zürcher Taschenbuch. Neue Folge, Jg. 7, 1884, S. 136—193.
- Hermann Escher (Hrsg.): Peter Füeßli’s Beschreibung des Kappelerkrieges. In: Zürcher Taschenbuch. Neue Folge, Jg. 12, 1889, S. 151—212.
- Leza M. Uffer (Hrsg.): Peter Füesslis Jerusalemfahrt 1523 und Brief über den Fall von Rhodos 1522 (= Mitteilungen der Antiquarischen Gesellschaft in Zürich. Bd. 50, H. 3). 1982 (doi:10.5169/seals-378955).